# 卵精巢
卵精巢是一種同時具有睾丸和卵巢特徵的生殖腺。 在人類中，卵精巢是一種與性腺形成不全相關的不常見的解剖變異。唯一不將卵精巢視為疾病症狀的哺乳動物是鼹鼠，其中雌性擁有卵精巢以及陽化的阴蒂。在非懷孕的雌性鼴鼠中，卵精巢分泌的睾酮是懷孕鼴鼠卵精巢的八倍。在通常為雌雄同体的無脊椎動物中，例如大多數屬於真肺纲的腹足类动物（如蜗牛和蛞蝓），卵精巢是其生殖解剖結構中的常見特徵。